# Ли (округ, Миссисипи)
Ли (англ. Lee County) — округ в штате Миссисипи, США. Население округа на 2010 год составляло 82 910 человек. Административный центр округа — город Тьюпело.

## История
Округ Ли основан в 1866 году.

## География
Округ занимает площадь 1165.5 км2.

## Демография
Согласно переписи населения 2000 года, в округе Ли проживало 75755 человек (данные Бюро переписи населения США). Плотность населения составляла 65 человек на квадратный километр.